# Тайгарт
Тайгарт или Тайгарт-Валли (англ. Tygart River,  Tygart Valley River) — река на востоке центральной части штата Западная Виргиния, США. Приток реки Мононгахила, которая в свою очередь является притоком реки Огайо. Длина составляет 217 км; площадь бассейна — 3442 км². Средний расход воды в районе города Филиппи — 54 м³/с.
Берёт начало в Аллеганских горах, на территории округа Покахонтас и течёт преимущественно в северном и северо-западном направлениях, протекая через округа Рандолф, Барбор, Тейлор и Мэрион.
На реке расположены такие населённые пункты, как: Хаттонсвилл, Милл-Крик, Беверли, Элкинс, Джуниор, Белингтон, Филиппи, Арден и Графтон.
Впадает в реку Мононгахила в районе города Фэрмонт. Ниже города Элкинс река протекает между горными хребтами Рич-Маунтинс и Лорел-Маунтинс.
В районе города Элкинс принимает приток Лидинг-Крик; в округе Барбор — притоки Мидл-Форк и Бакханнон; в округе Тейлор — Санди-Крик и Три-Форк-Крик.
Выше по течению от города Графтон на реке имеется водохранилище Тайгарт, сформированное строительством плотины в 1938 году. Между городами Графтон и Фэрмонт вдоль реки располагается парк штата Вэлли-Фолс.